# دام (فیلم ۱۹۶۶)
دام (انگلیسی: The Trap) فیلمی در ژانر رمانتیک، درام، و وسترن است که در سال ۱۹۶۶ منتشر شد. از بازیگران آن می‌توان به ریتا تاشینگهم و الیور رید اشاره کرد.